# Paradigme d'amorçage masqué
Le paradigme d'amorçage masqué est une technique employée en psycholinguistique pour étudier les mécanismes impliqués dans la reconnaissance de mots. Il consiste à présenter un mot ou pseudo-mot dit « amorce » pendant un très court laps de temps (moins de 80 ms) suivi d'un mot ou pseudo-mot cible sur lequel porte la tâche du sujet.
L'amorce est non seulement présentée pendant une durée très brève, mais est aussi masquée par un masquage de type ###### présenté avant celle-ci, afin de limiter encore plus la visibilité de ce mot amorce. Ainsi, dans de nombreux cas, les participants d'une étude ne sont pas en mesure de décrire l'amorce et celle-ci est  traitée automatiquement et de façon irrépressible.
L'objectif de ce paradigme est de manipuler les caractéristiques de l'amorce et les relations à la cible afin d'étudier des mécanismes associés à la reconnaissance de mots. On peut ainsi étudier les aspects orthographiques, phonologiques ou morphologiques contribuant à la reconnaissance de mots.
Amorçage orthographiquePrésentation d'amorces de pseudo-mots (dable - TABLE) ou de mots (cable - TABLE) orthographiquement similaires à la cible (ici TABLE).
Amorçage phonologiquePrésentations d'amorces et de cibles homophones, c'est-à-dire ayant la même prononciation (trau - TROP).
Amorçage morphologiqueComparaison de la condition d'amorçage morphologique tel que sœurette - SŒUR par rapport à la condition d'amorçage de pseudo-dérivés comme dans l'exemple baguette - BAGUE : Dans les deux cas, le mot amorce contient un suffixe -ETTE. Cependant, ce suffixe a une valeur morphologique dans le 1er cas seulement : tandis qu'une sœurette est une petite sœur, une baguette n'est pas une petite bague.